# 안카이오스
안카이오스(Ἀγκαῖος)는 사모스 섬의 왕이자, 아르고 호의 선원이었다. 조타술은 그의 특별한 기술이었다.
안카이오스는 아르카디아의 왕 리쿠르고스의 아들이다. 그는 아르고 호의 선원이자, 그가 죽음을 맞이한 칼리돈 멧돼지 사냥의 참가자이다. 그의 무기는 불길하게도 집 안에 숨겨져 있었지만, 그는 곰 가죽을 입고 오직 라브리스(λάβρυς, "양날 도끼")로만 무장한 채 출발했다. 그의 아내는 이오티스이고, 그의 어머니는 에우리노메이다. 안카이오스의 아들 아가페노르는 트로이 전쟁 기간 동안 아르카디아 군을 지휘했다.
그는 아르고 호 항해시 키잡이 역할을 했다. 그는 포세이돈과 아스티팔라이아의 아들이자, 에우리필로스의 형제이다. 다른 설명에 따르면, 그의 아버지는 렐레게스인의 왕 알테스였는데, 이는 안카이오스가 사모스의 렐레게스인을 지배한 것과 잘 맞아떨어진다. 사모스의 시인 아시오스가 쓴 서사시에 따르면, 그는 강의 신 메안데르의 딸 사미아와 결혼했다. 사미아는 안카이오스와의 사이에서 페릴라우스, 에누두스, 사무스, 아리테르세스, 그리고 리코메데스의 어머니인 파르테노페를 낳았다.
안카이오스를 둘러싼 가장 유명한 이야기는 다음과 같다. 사모스는 포도주가 유명하기 때문에 안카이오스는 포도밭을 심었는데, 어떤 점쟁이가 그는 결코 그 포도주를 맛볼 수 없다고 예언했다. 그 후 안카이오스는 아르고 호의 항해에 참가했고, 안전하게 집에 돌아왔을 때 포도가 익어서 포도주가 만들어졌다. 안카이오스는 자신 앞에 점쟁이를 불러놓고, 자신의 포도주잔을 그의 입술에 갖다 댄뒤, 처음으로 그 포도주를 맛보려 했다. 그는 "잔을 입술에 가져가는 사이에도 실수는 얼마든지 있을 수 있습니다."(Πολλὰ μεταξὺ πέλει κὐλικος καὶ Χείλεος άκροὒ)라고 대꾸하는 점쟁이의 말을 무시했다. 영어 속담 "There is many a slip between the cup and the lip"은 여기서 유래했다. 안카이오스가 포도주를 맛보기 전에, 야생 멧돼지가 포도밭을 유린하여 경보가 울렸고, 이것을 듣자마자, 안카이오스는 잔을 떨어뜨리고 무슨 일인지 확인해 보려고 밖으로 나갔다가 멧돼지에 치여 즉사하였다.

## 참고
1. ↑  아르고나우티카, 2.866ff.
2. ↑  아르고나우티카, 1.186.
3. ↑  파우사니아스. 그리스 안내기, 7.4.1.
4. ↑  파우사니아스. 그리스 안내기, 1.30.4 and 5.15.6.